# 福澳境華光大帝廟
福澳境華光大帝廟，簡稱福澳華光大帝廟，又稱福澳境華天宮，位於中華民國福建省連江縣南竿鄉福澳村，是當地主奉華光大帝的廟宇，也是該村之信仰中心，設立福澳境華光大帝廟管理委員會。
該廟建於村內福澳坡半山麓上，鄰近福澳港，是船隻進入港區便能映入眼簾的第一間廟宇。
福澳村先民多來自福州長樂市厚福鄉，故祀神帶有原鄉當地特色的信仰，如崇聖寺天仙府、英武廟英烈王等。

## 由來沿革
建廟來源相傳明末清初時，村中有位名喚林宜守之鄉紳，一夜夢見福澳附近一處山岩中埋有一只檀木香爐，夢中囑咐即時率眾將之重新出土，後經林氏與村民果真找到香爐，上刻有華光大帝神諱及漳州府篆字；亦傳為村民在現在廟的後方山上砍柴時，忽見三道光芒由南方飛至山腳，村民奔至現場查看有三只香爐，遂安奉膜拜，後來建草寮奉祀。廟誌記載「恭塑白馬大王爺諸神，揆三百餘年」，可上溯明代末期。
在民國50年由王木喜施作改建水泥小廟，現水泥小廟仍位於現在大廟之後方，但已雜草叢生不易通行。
民國73年福澳港興建，舊廟年久失修，時任馬防部司令官趙萬富派員參考朝天宮閩南式建築設計，後程邦治司令官繼任，折除已廢棄的福澳國校讓出空地，由兵工步隊協建，於民國75年完竣階梯龍雕、石獅、山門、正殿、金爐。至民國88年，聘請中國大陸師傅整修與補強廟宇結構。後又在廟宇虎邊增建洗果台和公廁，民國106年金爐重建、階梯龍雕加蓋保護罩。

## 奉祀神靈

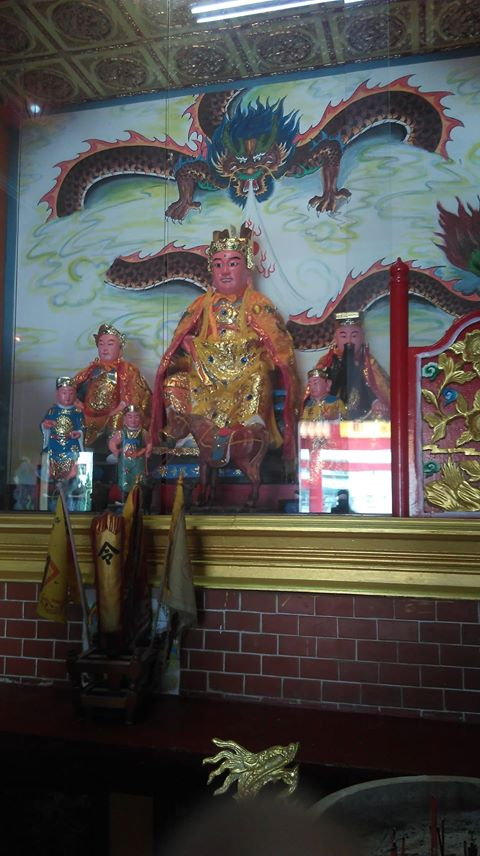
鎮殿華光大帝神尊(居中)

廟殿共設7座神龕，一字排開皆面朝外，祀神有整合村中不同信仰的情形，廟內神龕安排全由神明指示：
- 大殿主龕龕額「華光大帝」，奉祀：
  - 華光大帝
  - 文師爺、武師爺、風將、火將、檔卷官、掌印官、馬使、神馬等
- 大殿龍邊龕額「五福大帝」，奉祀：
  - 五福大帝
- 大殿虎邊龕額「鐵扇公主  地母娘娘」，奉祀：
  - 鐵扇公主：《南遊記》有華光大帝與鐵扇公主成婚之故事，遂奉祀之
  - 地母娘娘：又稱「林地母娘娘」，源於民國2、30年時，海上漂來女性屍體，村民將其抬至福山照壁附近時突然變重抬不動，經長老擲筊請示欲葬此處。後經北竿楊公八使告知其成神，遂建「地母廟」奉祀。在華光大帝廟重建大廟時，附上阿兵哥身告知當地法師，建議將其神位遷入廟中同享香火
  - 武將、馬使、神馬等
- 龍殿第一龕龕額「崇聖寺天仙府 英武廟英烈王」，奉祀：
  - 崇聖寺天仙府：源自長樂市厚福鄉「崇聖寺天仙府五靈公」[5]，或因當時建廟人員不察，只塑一尊金身
  - 英武廟英烈王：源自長樂市厚福鄉「英武廟神都府英烈王」，屬蛇神信仰[6]
- 龍殿第二龕龕額「白馬尊王」，奉祀：
  - 白馬尊王：由福澳港旁白馬尊王廟移入香火，其祖廟為福建壺江島白馬尊王廟，崇祀射鱔白馬尊王[7]
  - 白馬尊王夫人、馬使、神馬等
- 虎殿第一龕龕額「媽祖娘娘  臨水陳夫人」，奉祀：
  - 天上聖母
  - 臨水夫人
  - 千里眼、順風耳、宮娥等
- 虎殿第二龕龕額「福德正神」，奉祀：
  - 福德正神
  - 進寶童子、招財童子等
- 大殿主龕前護法：何七爺、吳八爺

## 建築文物
廟宇建在村中半山麓，地形因素原建有多段階梯，階梯二側設有龍雕，拾階而上則有山門，正面上書「華光大帝廟」、背面為「國泰民安」、「風調」、雨順」，山門主體為紅黃二色，前有二座石獅。
廟宇採閩南式宮殿建築，顏色以紅黃二色為主，係當地少數具有宏偉氣勢的大廟。

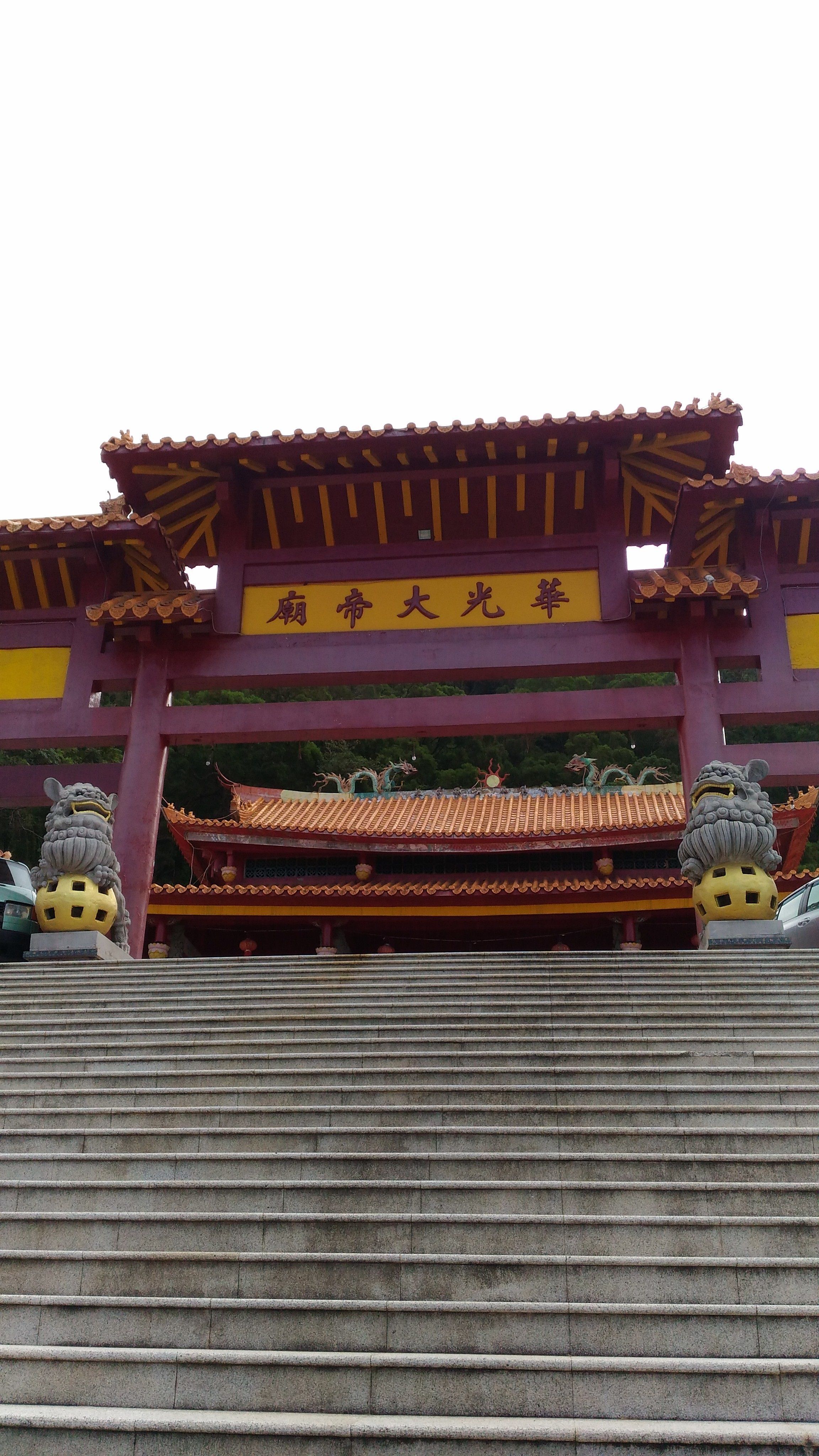
福澳境華光大帝廟山門以紅色為主體

廟內有一只古香爐，至今已有三百年以上歷史，廟誌記載「恭塑白馬大王爺諸神，揆三百餘年」，故傳有上述尋爐建廟故事。
廟中有多尊軟身神像，僅在元宵擺暝時乘轎出巡遶境，有華光大帝、英烈王、天仙府、地母娘娘、白馬尊王、白馬夫人等神尊。
廟中匾額有：
- 「保國佑民」匾：位於正殿門楣，「福建省主席吳金贊敬獻」、「中華民國七十五年八月」
- 「邦寧治清」匾：位於正殿上方，「縣長賴宗煙敬獻」、「中華民國七五年四月吉旦」
- 「護國佑民」匾：位於正殿右上方，「國大代表陳仁官敬獻」、「中華民國七十五年八月吉旦」
- 「威鎮四海」匾：位於正殿左上方，「縣長李麒麟敬獻」、「中華民國七十一年十月穀旦」

廟宇楹聯有：
- 「華光神威海晏浪平護疆土 / 大帝靈庇風和日麗佑眾生」，位於廟殿正門[4]
- 「白水降瑞德被閩浙萬世成尊 / 馬祖顯聖威鎮四海千秋為王」，位於主龕前雙柱
- 「德被群倫孕育群倫日月昭臨五岳峯 / 主宰萬物生化萬物山海洋溢連江流」，位於鐘鼓座旁
- 「華旬慶安泰神威顯赫 / 光輝耀寰宇德澤廣被」，位於神龕左右廂門旁

## 歲時祀典
在下列日子、時節，廟宇會舉行祀儀慶祝
- 元宵擺暝[4]
  - 正月初十：英武廟英烈王
  - 正月十三：華光大帝
  - 正月十五：白馬尊王
  - 正月十七：地母娘娘
  - 正月廿六：崇聖寺天仙府
- 神尊聖誕
- 補庫

## 外部連結
1. 1 2 3  .   [2018-10-22]. （原始内容存档于2019-06-09）.
2. ↑  .   [2018-10-20]. （原始内容存档于2019-06-03）.
3. ↑  厚福鄉為今之厚東、克鳳、曹朱等村，在中共政權建立後分村。
4. 1 2 3  .   [2018-10-20]. （原始内容存档于2017-04-11）.
5. ↑  .   [2018-10-20]. （原始内容存档于2019-05-02）.
6. ↑  .   [2018-10-22]. （原始内容存档于2019-06-25）.
7. ↑  .   [2018-11-16]. （原始内容存档于2021-04-17）.
8. ↑  馬祖南竿福澳境華光大帝廟[匾額介紹]